# Ruta Estatal de Nevada 513
La Ruta Estatal de Nevada 513, y abreviada SR 513 (en inglés: Nevada State Route 513) es una carretera estatal estadounidense ubicada en el estado de Nevada. La carretera inicia en el Oeste desde la US 395     en Carson City hacia el Este en Fairview Drive en Carson City. La carretera tiene una longitud de 3,5 km (2.185 mi).

## Mantenimiento
Al igual que las autopistas interestatales, y las rutas federales y el resto de carreteras estatales, la Ruta Estatal de Nevada 513 es administrada y mantenida por el Departamento de Transporte de Nevada por sus siglas en inglés Nevada DOT.

## Cruces
La Ruta Estatal de Nevada 513 es atravesada principalmente por la  SR 520     en Steward Street.